# Cymbiapophysa
Genre
Cymbiapophysa est un genre d'araignées mygalomorphes de la famille des Theraphosidae.

## Distribution
Les espèces de ce genre se rencontrent en Colombie, en Équateur et au Pérou.

## Liste des espèces
Selon World Spider Catalog (version 26, 23/06/2025) :
- Cymbiapophysa ashily Ghia, Peñaherrera-R., Sherwood & Gabriel, 2024
- Cymbiapophysa bettycita Peñaherrera-R. & Ghia, 2025
- Cymbiapophysa carmencita Peñaherrera-R., 2023
- Cymbiapophysa falconi Peñaherrera-R., 2023
- Cymbiapophysa homeroi Peñaherrera-R., 2023
- Cymbiapophysa magna Sherwood, Gabriel, Brescovit & Lucas, 2021
- Cymbiapophysa marimbai (Perafán & Valencia-Cuéllar, 2018)
- Cymbiapophysa matildeae Peñaherrera-R., Sherwood, Gabriel & Ghia, 2024
- Cymbiapophysa otongachi Peñaherrera-R., Ghia, Sherwood & Gabriel, 2024
- Cymbiapophysa seldeni Sherwood & Gabriel, 2023
- Cymbiapophysa velox (Pocock, 1903)
- Cymbiapophysa yimana Gabriel & Sherwood, 2020
- Cymbiapophysa yumbos Peñaherrera-R., Ghia, Sherwood & Gabriel, 2024

## Systématique et taxinomie
Ce genre a été décrit par Gabriel et Sherwood en 2020 dans les Theraphosidae.

## Publication originale
- Gabriel & Sherwood, 2020 : « Revised taxonomic placement of Pseudhapalopus Strand, 1907, with notes on some related taxa (Araneae: Theraphosidae). » Arachnology, vol. 18, no 4, p. 301-316.